# Шмитт, Эрик
Эрик Стивен Шмитт (англ. Eric Stephen Schmitt; род. 20 июня 1975, Бриджтон) — американский юрист и политик, член Республиканской партии. Сенатор США от штата Миссури с 2023 года.

## Биография
В 1997 году окончил университет штата имени Трумэна со степенью бакалавра искусств в политологии, в 2000 году получил степень доктора права в Сент-Луисском университете. В 2005—2008 годах занимал должность олдермена в Глендейле.
С 2009 года — сенатор штата Миссури, в 2017 году стал казначеем штата, в 2019 году — генеральным прокурором Миссури.
В 2022 году объявил о намерении бороться за выдвижение его кандидатуры от республиканцев на выборах в Сенат США, войдя в число двадцати одного претендента-однопартийца. В ходе предвыборной кампании стремился продемонстрировать близость своих политических позиций к программе Дональда Трампа, заявляя о намерении «блокировать» действия президента Байдена в верхней палате (праймериз состоялись 2 августа 2022 года).
8 ноября 2022 года состоялись выборы в Сенат США от Миссури, победу на которых с результатом 55,4 % одержал Эрик Шмитт, а его основная соперница, демократка Труди Буш Валентайн (Trudy Busch Valentine) получила 42,1 % голосов.